# Seznam španskih letalskih asov
Seznam španskih letalskih asov je krovni seznam.

## Seznam
- seznam španskih letalskih asov španske državljanske vojne
- seznam španskih letalskih asov druge svetovne vojne
- poimenski seznam španskih letalskih asov